# Promozione Abruzzo 1976-1977
Nella stagione 1976-1977 la Promozione era il quinto livello del calcio italiano (il massimo livello regionale). Qui vi sono le statistiche relative al campionato in Abruzzo.
Il campionato è strutturato in vari gironi all'italiana su base regionale, gestiti dai Comitati Regionali di competenza. Promozioni alla categoria superiore e retrocessioni in quella inferiore non erano sempre omogenee; erano quantificate all'inizio del campionato dal Comitato Regionale secondo le direttive stabilite dalla Lega Nazionale Dilettanti, ma flessibili, in relazione al numero delle società retrocesse dal Campionato Interregionale e perciò, a seconda delle varie situazioni regionali, la fine del campionato poteva avere degli spareggi sia di promozione che di retrocessione.

## Squadre partecipanti
| Club                 | Città                         |
| -------------------- | ----------------------------- |
| A.S. Angizia         | Luco dei Marsi (AQ)           |
| Pol. Ate Tixa        | Atessa (CH)                   |
| A.S. Carsoli         | Carsoli (AQ)                  |
| A.S. Cliternum       | Celano (AQ)                   |
| S.S. Fucense         | Trasacco (AQ)                 |
| S.P. Hatria          | Atri (TE)                     |
| A.P. Montesilvano    | Montesilvano (PE)             |
| A.S. Montorio Calcio | Montorio al Vomano (TE)       |
| A.S.C. Notaresco     | Notaresco (TE)                |
| Pol. Pennese         | Penne (PE)                    |
| A.S. Pineto          | Pineto (TE)                   |
| G.S. Raiano          | Raiano (AQ)                   |
| Pol. Sagittario      | Pratola Peligna (AQ)          |
| U.S. San Salvo       | San Salvo (CH)                |
| A.S. Santegidiese    | Sant'Egidio alla Vibrata (TE) |
| S.S.C. Silvi         | Silvi (TE)                    |

### Classifica finale
|  | Pos. | Squadra      | Pt | G  | V  | N  | P  | GF | GS | DR  |
|  | ---- | ------------ | -- | -- | -- | -- | -- | -- | -- | --- |
|  | 1.   | Pineto       | 47 | 30 | 19 | 9  | 2  | 45 | 19 | +26 |
|  | 2.   | San Salvo    | 42 | 30 | 15 | 12 | 3  | 35 | 19 | +16 |
|  | 3.   | Pennese      | 41 | 30 | 16 | 9  | 5  | 39 | 16 | +23 |
|  | 4.   | Cliternum    | 34 | 30 | 13 | 8  | 9  | 45 | 35 | +10 |
|  | 5.   | Notaresco    | 33 | 30 | 10 | 13 | 7  | 36 | 27 | +9  |
|  | 6.   | Montorio     | 32 | 30 | 11 | 10 | 9  | 44 | 29 | +15 |
|  | 7.   | Silvi        | 30 | 30 | 11 | 8  | 11 | 38 | 38 | 0   |
|  | 8.   | Raiano       | 27 | 30 | 10 | 7  | 13 | 33 | 35 | -2  |
|  | 9.   | Angizia      | 27 | 30 | 8  | 11 | 11 | 34 | 43 | -9  |
|  | 10.  | Carsoli      | 26 | 30 | 7  | 12 | 11 | 35 | 38 | -3  |
|  | 11.  | Santegidiese | 26 | 30 | 7  | 12 | 11 | 30 | 33 | -3  |
|  | 12.  | Sagittario   | 26 | 30 | 7  | 12 | 11 | 23 | 29 | -6  |
|  | 13.  | Ate Tixa     | 26 | 30 | 11 | 4  | 15 | 25 | 38 | -13 |
|  | 14.  | Fucense      | 24 | 30 | 8  | 8  | 14 | 25 | 39 | -14 |
|  | 15.  | Hatria       | 22 | 30 | 8  | 6  | 16 | 27 | 46 | -19 |
|  | 16.  | Montesilvano | 17 | 30 | 5  | 7  | 18 | 13 | 43 | -30 |